# Diesen
Diesen [dizən] est une commune française située dans le département de la Moselle, en région Grand Est. Elle est localisée dans la région naturelle du Warndt et dans le bassin de vie de la Moselle-Est.

## Géographie
| Ham-sous-Varsberg | Creutzwald  |         |
|                   | Diesen      |         |
| Porcelette        | Saint-Avold | Carling |

### Écarts
- la maison forestière dite « de Carling » : située à la sortie de Carling, elle est bâtie en réalité sur le ban de la commune de Diesen. Déclassifiée en tant que maison forestière, elle a été vendue à un particulier en 1980. Construite à l'époque impériale allemande, elle est séparée par un petit fossé du ban de la commune de Carling. Les occupants successifs (gardes-forestiers) du XIXe au XXe siècle étaient : Karl Alwin Eduard Süssbier (de Berlin), M. Rinck (de Wangenbourg), M. Boulanger, Charles Baudinet, Alex Rinck, Georges Meiss, M. Pillet.

### Hydrographie

#### Réseau hydrographique
La commune est située dans le bassin versant du Rhin au sein du bassin Rhin-Meuse. Elle est drainée par le ruisseau de Diesen.

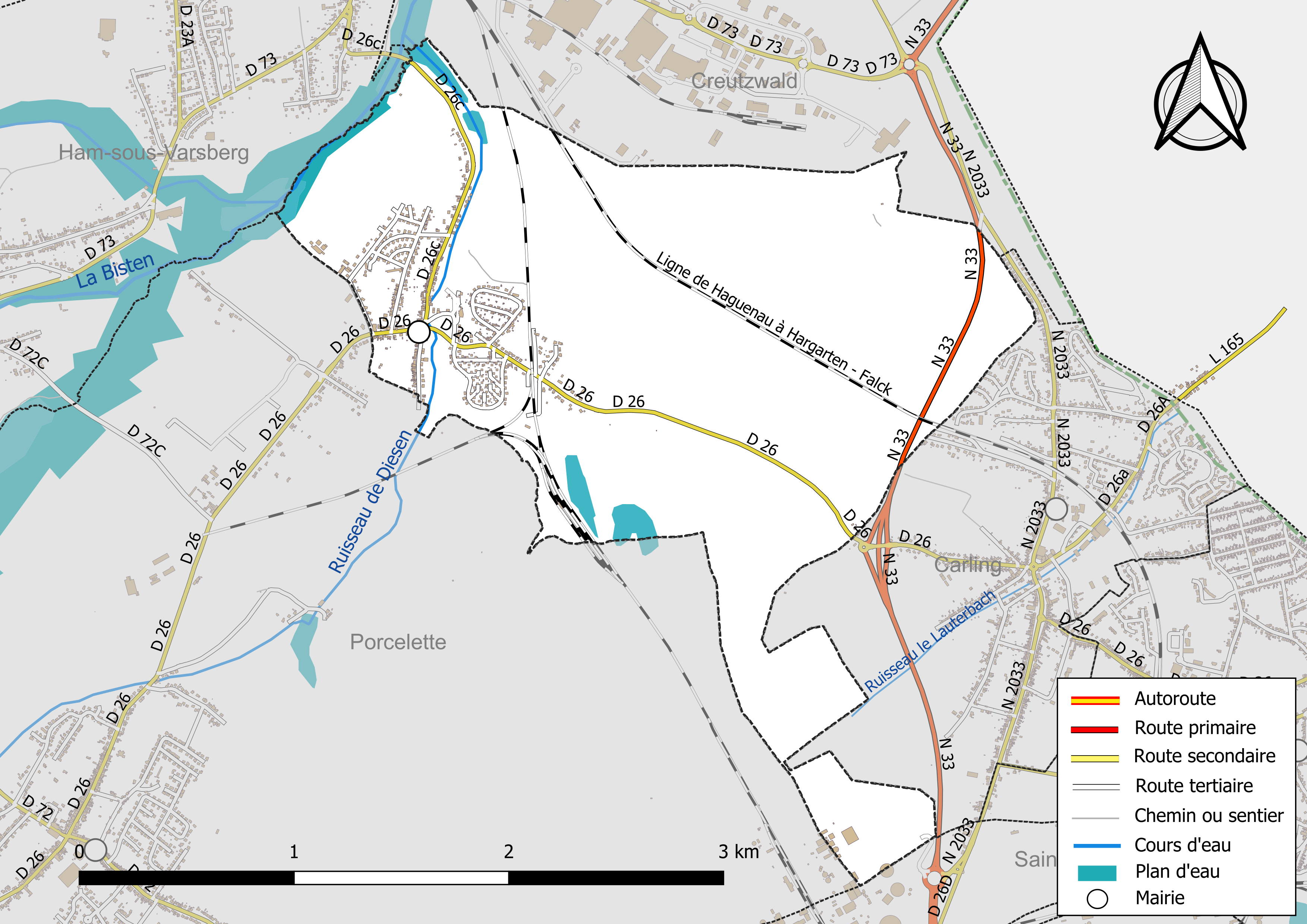
Réseaux hydrographique et routier de Diesen.

#### Gestion et qualité des eaux
Le territoire communal est couvert par le schéma d'aménagement et de gestion des eaux (SAGE) « Bassin Houiller ». Ce document de planification, dont le territoire est approximativement délimité par un triangle formé par les villes de Creutzwald, Faulquemont et Forbach, d'une superficie de 576 km2, a été approuvé le 27 octobre 2017. La structure porteuse de l'élaboration et de la mise en œuvre est la région Grand Est. Il définit sur son territoire les objectifs généraux d’utilisation, de mise en valeur et de protection quantitative et qualitative des ressources en eau superficielle et souterraine, en respect des objectifs de qualité définis dans le SDAGE  du Bassin Rhin-Meuse.

### Climat
Pour des articles plus généraux, voir Climat du Grand Est et Climat de la Moselle.
En 2010, le climat de la commune est de type climat des marges montargnardes, selon une étude du Centre national de la recherche scientifique s'appuyant sur une série de données couvrant la période 1971-2000. En 2020, Météo-France publie une typologie des climats de la France métropolitaine dans laquelle la commune est exposée à un climat semi-continental et est dans la région climatique  Lorraine, plateau de Langres, Morvan, caractérisée par un hiver rude (1,5 °C), des vents modérés et des brouillards fréquents en automne et hiver. 
Pour la période 1971-2000, la température annuelle moyenne est de 9,9 °C, avec une amplitude thermique annuelle de 16,9 °C. Le cumul annuel moyen de précipitations est de 769 mm, avec 11,7 jours de précipitations en janvier et 9,2 jours en juillet. Pour la période 1991-2020, la température moyenne annuelle observée sur la station météorologique de Météo-France la plus proche, « Seingbouse », sur la commune de Seingbouse à 13 km à vol d'oiseau, est de 10,5 °C et le cumul annuel moyen de précipitations est de 731,4 mm. 
La température maximale relevée sur cette station est de 37,9 °C, atteinte le 25 juillet 2019 ; la température minimale est de −17 °C, atteinte le 20 décembre 2009,,. 
Les paramètres climatiques de la commune ont été estimés pour le milieu du siècle (2041-2070) selon différents scénarios d'émission de gaz à effet de serre à partir des nouvelles projections climatiques de référence DRIAS-2020. Ils sont consultables sur un site dédié publié par Météo-France en novembre 2022.

## Urbanisme

### Typologie
Au 1er janvier 2024, Diesen est catégorisée ceinture urbaine, selon la nouvelle grille communale de densité à sept niveaux définie par l'Insee en 2022.
Elle est située hors unité urbaine. Par ailleurs la commune fait partie de l'aire d'attraction de Saint-Avold (partie française), dont elle est une commune de la couronne,. Cette aire, qui regroupe 28 communes, est catégorisée dans les aires de moins de 50 000 habitants,.

### Occupation des sols
L'occupation des sols de la commune, telle qu'elle ressort de la base de données européenne d’occupation biophysique des sols Corine Land Cover (CLC), est marquée par l'importance des forêts et milieux semi-naturels (63,7 % en 2018), une proportion sensiblement équivalente à celle de 1990 (63,6 %). La répartition détaillée en 2018 est la suivante : 
forêts (63,7 %), zones urbanisées (12,3 %), terres arables (7,6 %), prairies (7,2 %), zones industrielles ou commerciales et réseaux de communication (6,7 %), zones humides intérieures (1 %), eaux continentales (1 %), zones agricoles hétérogènes (0,4 %). L'évolution de l’occupation des sols de la commune et de ses infrastructures peut être observée sur les différentes représentations cartographiques du territoire : la carte de Cassini (XVIIIe siècle), la carte d'état-major (1820-1866) et les cartes ou photos aériennes de l'IGN pour la période actuelle (1950 à aujourd'hui).

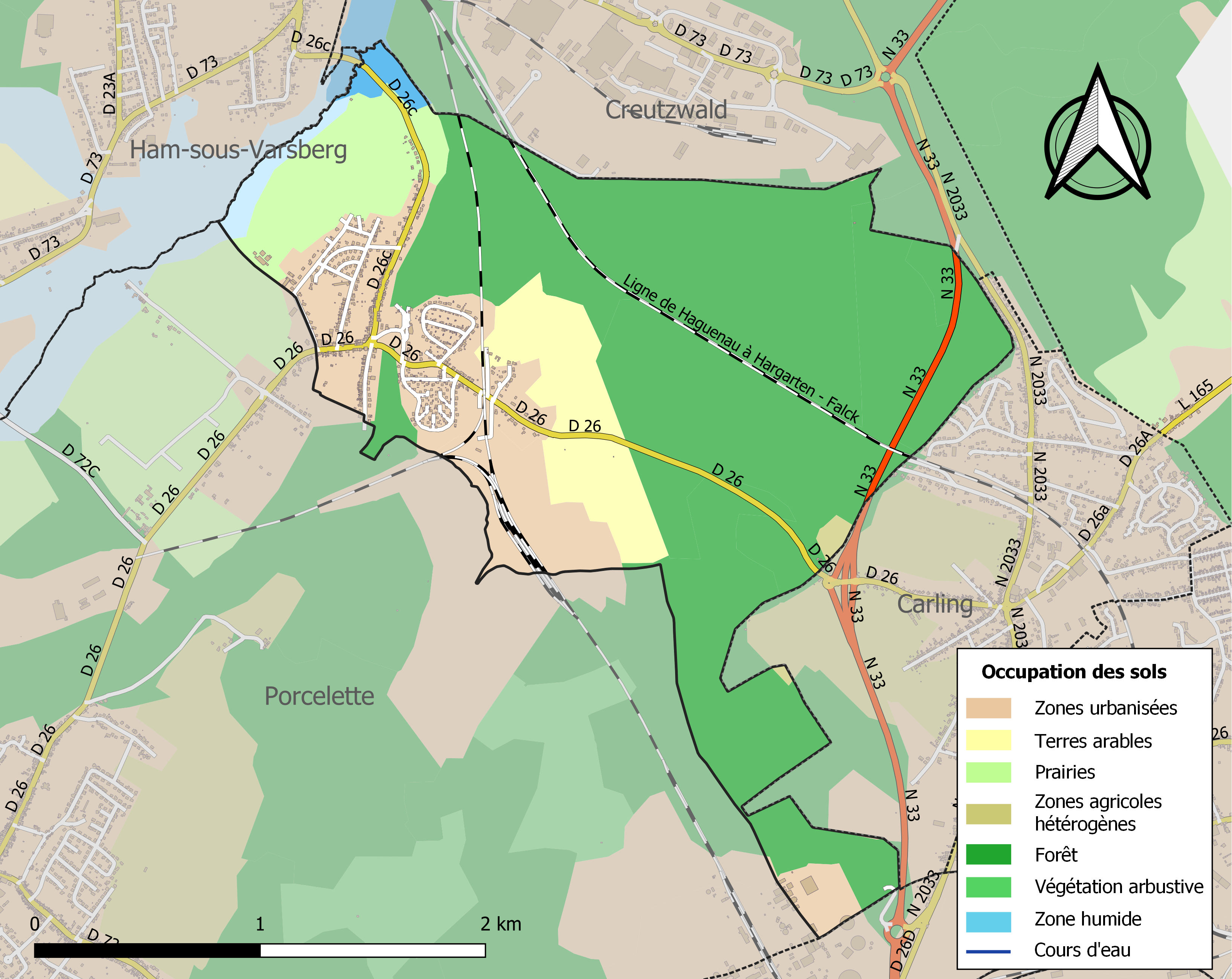
Carte des infrastructures et de l'occupation des sols de la commune en 2018 (CLC).

## Toponymie
- Dizène (XVIIIe siècle), Dezin (1756), Dyesen (1773), Diesen (1793).
- En allemand : Ober et Nieder Diezen[15]. En francique lorrain : Diesen.

## Histoire
- Citée pour la première fois en 1422.
- Diesen-Haut et Diesen-Bas faisaient partie de la baronnie d'Überherrn.
- Possession du comté de Sarrebruck en 1713 ; rattachement à la France en 1767.
- Rattachée à Porcelette de 1811 à 1953.

## Politique et administration
| Période                                  | Période  | Identité           | Étiquette | Qualité |
| ---------------------------------------- | -------- | ------------------ | --------- | ------- |
| 1954                                     | 1975     | Joseph Oesch       |           |         |
| 1975                                     | 1989     | Guillaume Schuh    |           |         |
| 1989                                     | 2014     | Erwin Thiel        | SE        |         |
| 2014                                     | en cours | Gabriel Walkowiack |           |         |
| Les données manquantes sont à compléter. |          |                    |           |         |

## Démographie
L'évolution du nombre d'habitants est connue à travers les recensements de la population effectués dans la commune depuis 1800. Pour les communes de moins de 10 000 habitants, une enquête de recensement portant sur toute la population est réalisée tous les cinq ans, les populations de référence des années intermédiaires étant quant à elles estimées par interpolation ou extrapolation. Pour la commune, le premier recensement exhaustif entrant dans le cadre du nouveau dispositif a été réalisé en 2007.

En 2022, la commune comptait 1 029 habitants, en évolution de −3,29 % par rapport à 2016 (Moselle : +0,52 %, France hors Mayotte : +2,11 %).
| 1800 | 1806 | 1954 | 1962  | 1968  | 1975  | 1982  | 1990  | 1999  |
| ---- | ---- | ---- | ----- | ----- | ----- | ----- | ----- | ----- |
| 97   | 116  | 730  | 1 008 | 1 017 | 1 182 | 1 137 | 1 180 | 1 144 |

| 2006  | 2007  | 2012  | 2017  | 2022  | - | - | - | - |
| ----- | ----- | ----- | ----- | ----- | - | - | - | - |
| 1 113 | 1 108 | 1 084 | 1 057 | 1 029 | - | - | - | - |

## Culture locale et patrimoine

### Lieux et monuments

#### Édifices religieux

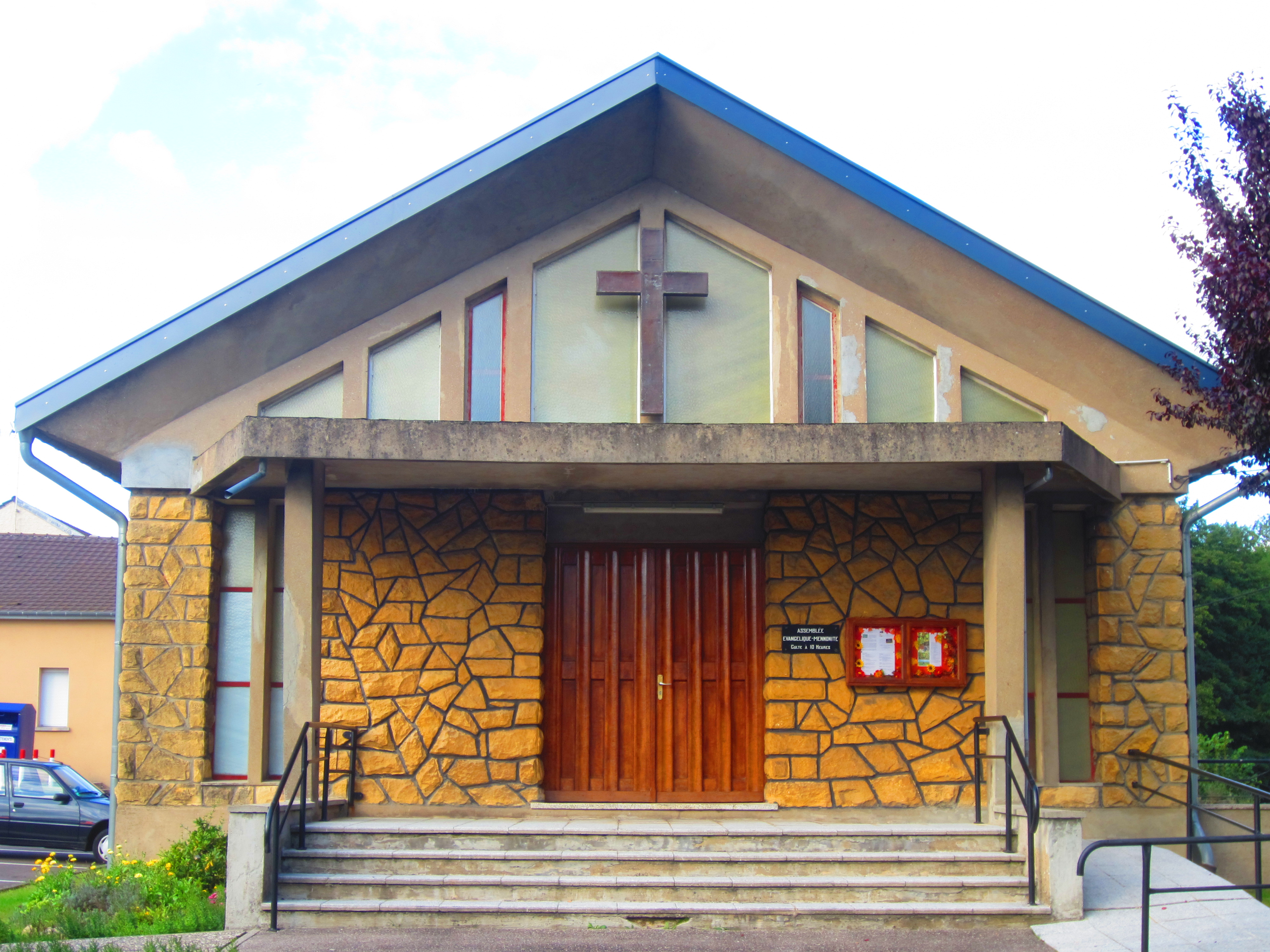
Église évangélique mennonite.

- Église paroissiale Notre-Dame-de-la-Paix. Remplace une chapelle construite vers 1900 et détruite au cours de la Seconde Guerre mondiale. Nouvelle église construite en 1958-1959 sur les plans de l'architecte Ch. Sommermatter
- Église évangélique mennonite, rue de l’Église.

### Personnalités liées à la commune
- Albert Beck (1919-2009).

### Héraldique
| Blason de Diesen | Blason  | Écartelé: au 1er de gueules à la lampe de mineur d'argent, au 2e d'azur semé de billettes d'or au lion couronné du même brochant sur le tout, au 3e d'azur à la fleur de lis d'or, au quatrième de gueules à la tour de réfrigération de centrale électrique d'argent. |
| Blason de Diesen | Détails | Le statut officiel du blason reste à déterminer. |

## Pour approfondir